# Adam Brody
Adam Jared Brody (San Diego, Califòrnia, 15 de desembre de 1979) és un actor estatunidenc.

## Biografia
Es cria a San Diego, i com no es pot llançar a una carrera de surfista professional, marxa a Los Angeles per tal de seguir-hi els seus estudis, deixant la seva feina al BlockBusters per a esdevenir actor. Contracta un professor d'art dramàtic privat així com un agent per llançar-se a la televisió. Enllaça llavors diversos petits papers en diferents sèries, sobretot Smallville,  Gilmore Girls  a el costat d'Alexis Bledel, i coneixerà l'èxit i una consagració mundial el 2003 gràcies al paper de Seth Cohen en la sèrie  Newport Beach  durant 4 anys. Va ser el company de Rachel Bilson durant prop de 3 anys.
La seva recompensa arribarà el 2004 i el 2005, on realitza la proesa de guanyar el Teen Choice Awards al millor actor de sèries dos anys consecutius.
El 2005, fa una aparició a la pantalla gran a Mr. & Mrs. Smith , en el paper d'un jove agent secret, al costat de Brad Pitt i Angelina Jolie. A In the Land of Women, (2007), actua en companyia de Kristen Stewart.
El 2009, rellança la seva carrera gràcies a Jennifer's Body, al costat de Megan Fox. Enllaça llavors els rodatges, i el 2010, actua a Cop Out al costat de Bruce Willis, després comparteix cartell amb Katie Holmes a The Romantics.
El 2011, forma part del repartiment del molt esperat  Scream 4 , de Wes Craven, al costat de Courtney Cox, David Arquette i després The Oranges, en la qual fa de fill fictici de Hugh Laurie.
És també el bateria del grup Big Japan, prou popular als Estats Units per les seves cançons, destinades a tots els públics.
L'actor és parella de la jove guionista Lorene Scafaria des de començaments de 2010.

## Filmografia
- 1999: The Amanda Show, de Dan Schneider (TV)
- 1999: Undressed (TV) (temporadan 3)
- 1999-2001: Once and again (TV): Coop
- 2000: The Sausage Factory, de George Verschoor (TV)
- 2000: Never Land, de Kia Simon (curt)
- 2000: Growing Up Brady, de Richard A. Colla (TV)
- 2000: The Silencing, de Leslie Rogers (curt)
- 2001: Roadside Assistance, de Jennifer Derwingson
- 2001: American Pie 2, de James B. Rogers
- 2001: According to Spencer, de Shane Edelman
- 2001: The Sausage Factory, de Henry Pincus (sèrie TV)
- 2002: The Ring, de Gore Verbinski
- 2002: Smallville (TV) (temporada 1, episodi 19)
- 2003 - 2007: The O.C., de Josh Schwartz (TV): Seth Cohen (temporades 1 a 4)
- 2003: Home Security, de Sean K. Lambert (curt)
- 2003: Grind, de Casey La Scala
- 2003: The Gilmore Girls, de Amy Sherman-Palladino (TV)
- 2005: Mr. & Mrs. Smith, de Doug Liman: Benjamin Danz
- 2005: Gràcies per fumar (Thank You for Smoking), de Jason Reitman: Jack
- 2007: In the Land of Women, de Jon Kasdan: Carter Webb
- 2008: Smiley Face, de Gregg Araki: Steve
- 2009: Jennifer's Body, de Karyn Kusama: Nikolai Wolf
- 2010: Cop Out, de Kevin Smith: Barry Mangold
- 2010: The Romantics, de Galt Niederhoffer: Jack
- 2010: Sticky Minds, de Brian Gaynor: Samuel
- 2011: The Oranges, de Julian Farino
- 2011: Scream 4, de Wes Craven: Detectiu Hoss
- 2011: Damsels in Distress, de Whit Stillman
- 2011: Good Vibes, de David Gordon Green
- 2013: Lovelace
- 2017: CHiPs
- 2019: Shazam!
- 2019: Ready or Not

### Clips musicals
- The Donnas: Too bad about your girl